# Варано ди Сото (Мачерата)
Варано ди Сото је насеље у Италији у округу Мачерата, региону Марке.
Према процени из 2011. у насељу је живело 14 становника. Насеље се налази на надморској висини од 394 м.